# Oreosaurus
Oreosaurus — рід ящірок родини гімнофтальмових (Gymnophthalmidae). Представники цього роду мешкають у Венесуелі, Колумбії та на Тринідаді і Тобаго.

## Види
Рід Oreosaurus нараховує 9 видів:
- Oreosaurus achlyens (Uzzell, 1958)
- Oreosaurus bisbali Rivas, Sales-Nunes, Baran, Jowers, Smith, Hernandez-Morales, & Schargel, 2021
- Oreosaurus cephalolineatus (García-Pérz & Yustiz, 1995)
- Oreosaurus inanis (Doan & Schargel, 2003)
- Oreosaurus luctuosus (Peters, 1863)
- Oreosaurus mcdiarmidi (Kok & Rivas, 2011)
- Oreosaurus rhodogaster (Rivas, Schargel, & Meik, 2005)
- Oreosaurus serranus Sanchez-Pacheco, Sales-Nunes, Marques-Souza, Rodrigues, & Murphy, 2017
- Oreosaurus shrevei (Parker, 1935)

## Етимологія
Наукова назва роду Oreosaurus походить від сполучення слів дав.-гр. ορος — гора і σαυρος — ящірка.